# Dubitatio dubitationum
Dubitatio dubitationum är en svampart som beskrevs av Speg. 1881. Dubitatio dubitationum ingår i släktet Dubitatio och familjen Massariaceae.   Inga underarter finns listade i Catalogue of Life.